# Alose (sous-marin)
Pour les articles homonymes, voir Alose.
L'Alose (Q33) était un sous-marin de la Marine nationale de la classe Naïade, en service de 1907 à 1914.
Il est le plus vieux sous-marin français encore existant et est exposé devant l'entrée du siège de la Comex, boulevard des Océans à Marseille.
Il est classé monument historique au titre d'objet depuis 2008.

## Histoire
Il marque, comme les autres sous-marins de sa classe, la première génération de sous-marins opérationnels de la marine française, cette classe de sous-marins était principalement destinée à la protection des ports et à une navigation côtière.
L’Alose est construit à l'arsenal de Toulon et lancé le 13 octobre 1904. Le 8 novembre 1906, alors en plongée, il est abordé en pleine rade de Toulon, par le vapeur Mouette lequel se rendait de La Seyne-sur-Mer à Toulon. L'incident ne fait pas de victime. Il est armé le 31 juillet 1907. Le 4 novembre 1910 à 16 h 17, le sous-marin est heurté sur son tribord par le sous-marin Bonite, lequel navigue en plongée. Dégâts légers sur les 2 navires. Il est rayé des listes de la flotte le 21 mai 1914, il ne participe donc pas à la Première Guerre mondiale.
En 1917, l’Alose est remorquée de Toulon à Fréjus pour servir, avec le sous-marin Cigogne, de cible à l’aviation à la suite de l’expérimentation d’une nouvelle arme contre les sous-marins, des bombes à flotteur. Il est préalablement vidé de tout son équipement intérieur dont son moteur à benzol. Le largage, effectué le 28 mars 1918 par l’hydravion commandé par le commandant Le Prieur et piloté par Albert Duval, coulera le sous-marin l'Alose.

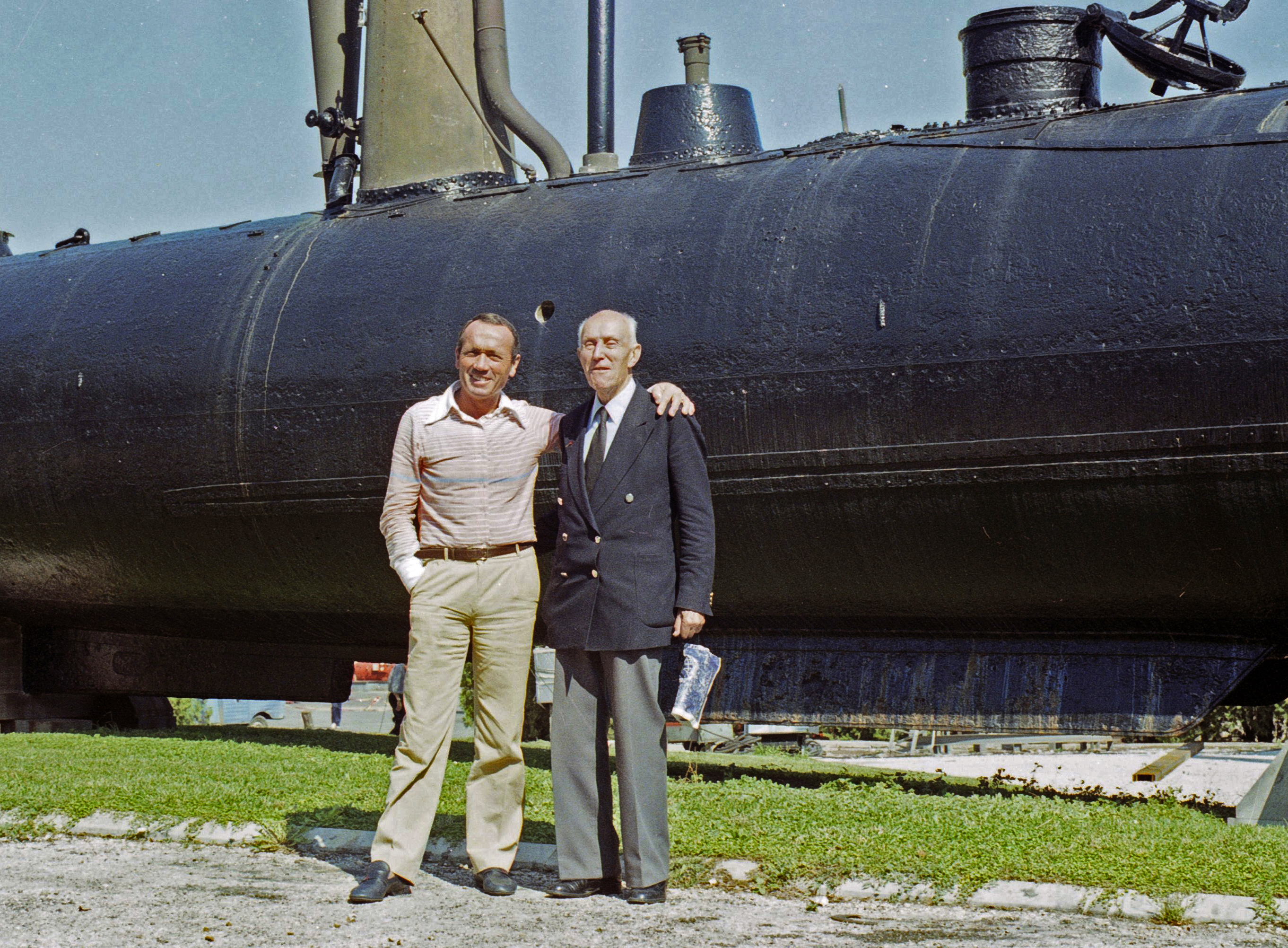
Cd Albert DUVAL et Mr Delauze (photo Comex)

Le 26 août 1975, Jean-Pierre Joncheray, membres de la société archéologique subaquatique de Fréjus-Saint-Raphaël, découvre l’épave de l’Alose gisant par 53 mètres, au large du Lion de mer (rocher situé non loin de la plage de Saint-Raphaël).
Le 27 mai 1976, en raison de sa valeur historique, l'épave est renflouée après 15 jours de dévasement et de travaux par la Comex. Celle-ci le rachète aux Domaines et après sablage et peinture, l'expose devant son siège à Marseille.
Le sous-marin Alose fait l’objet d’un classement au titre objet des monuments historiques depuis le 21 février 2008.
Le sous-marin Alose, tel qu'exposé en 2019 à la COMEX, à Marseille

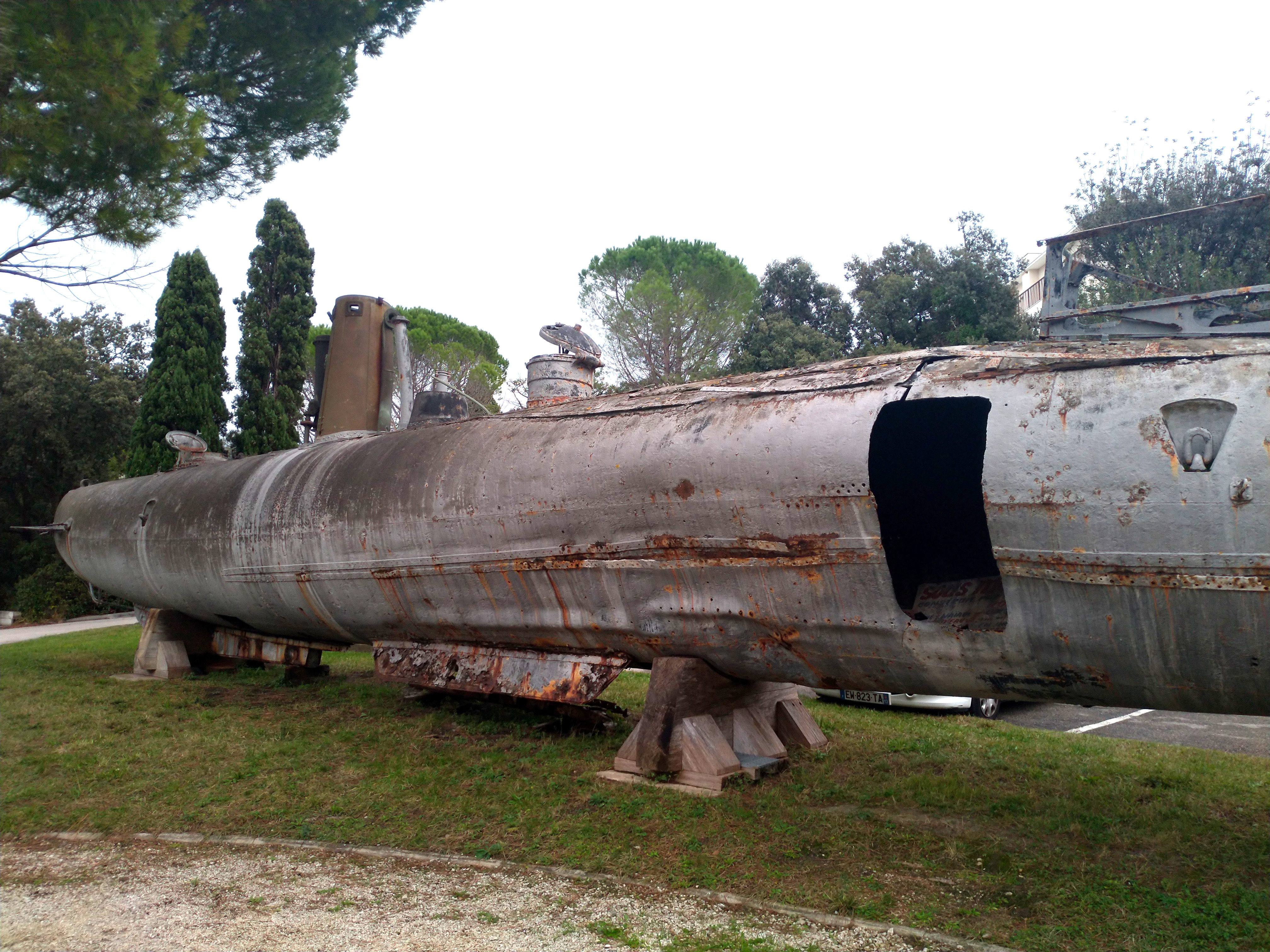
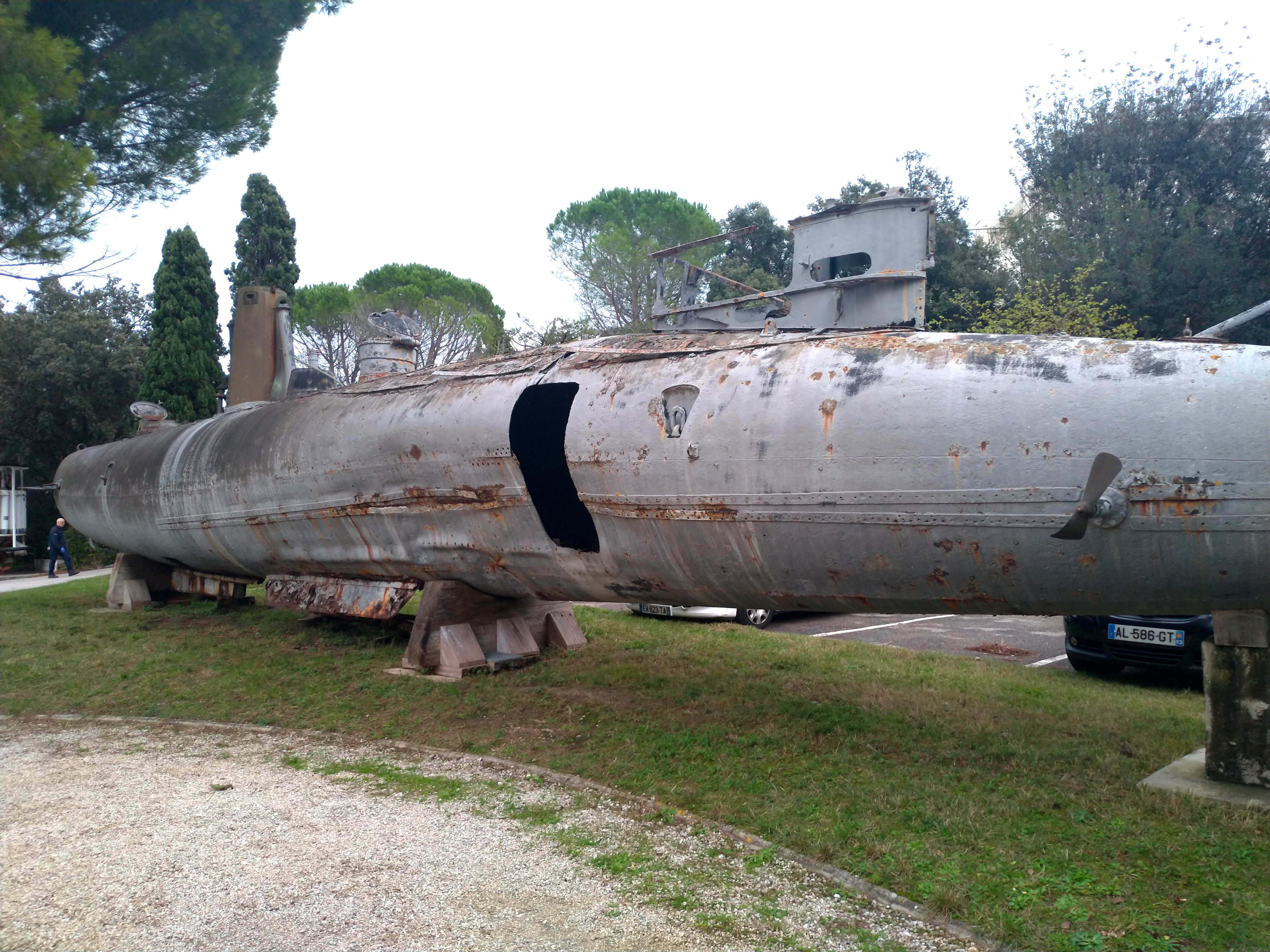
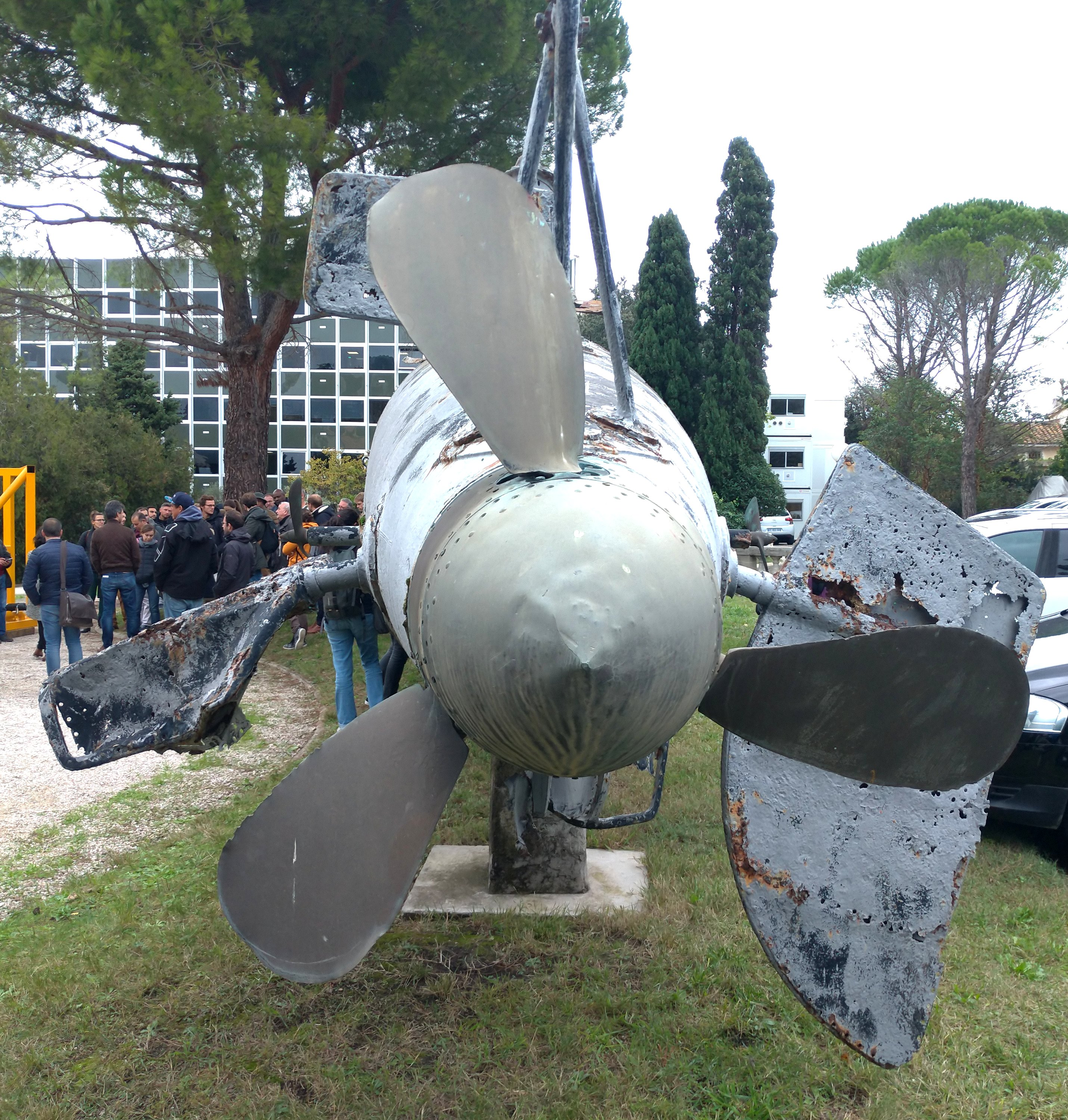
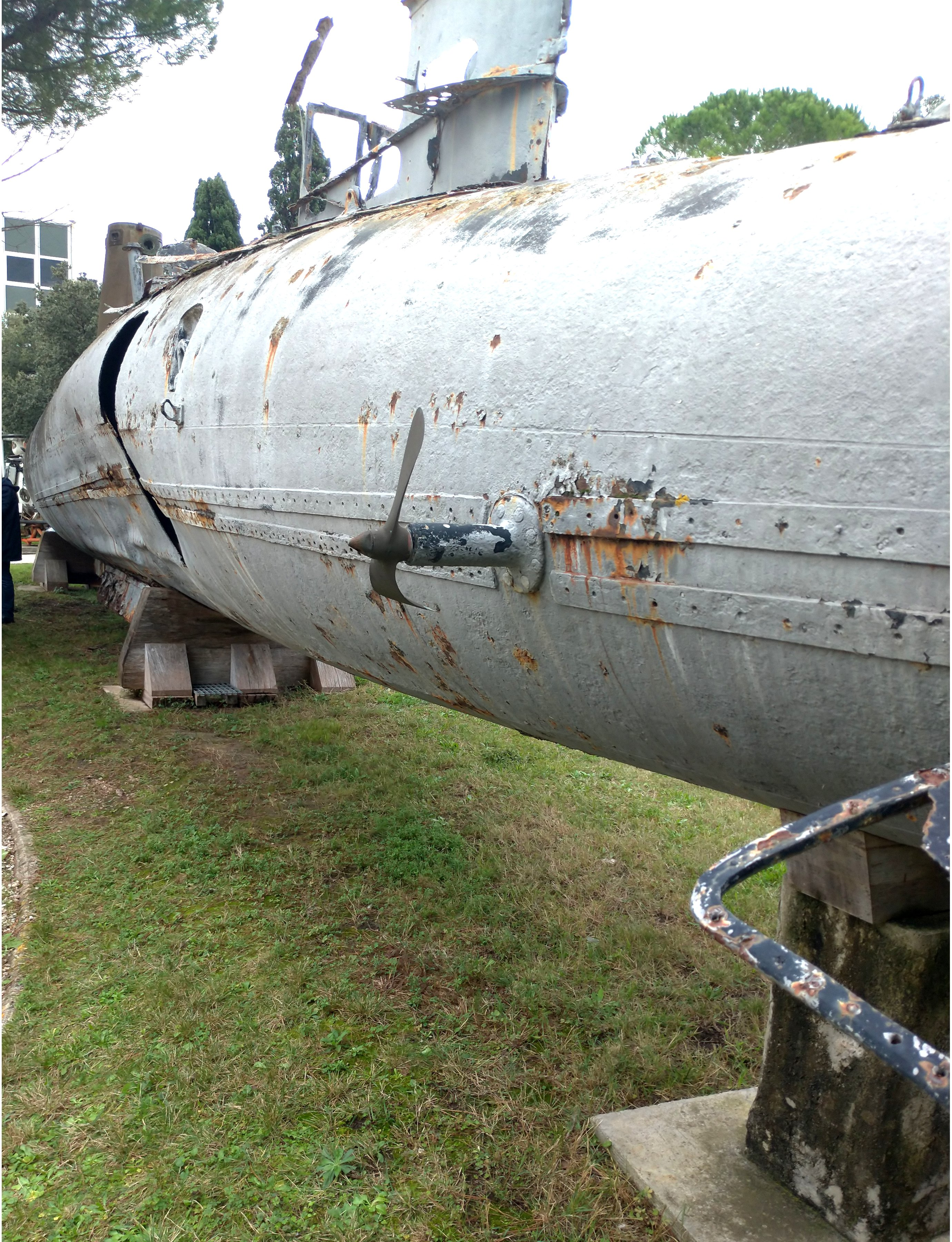
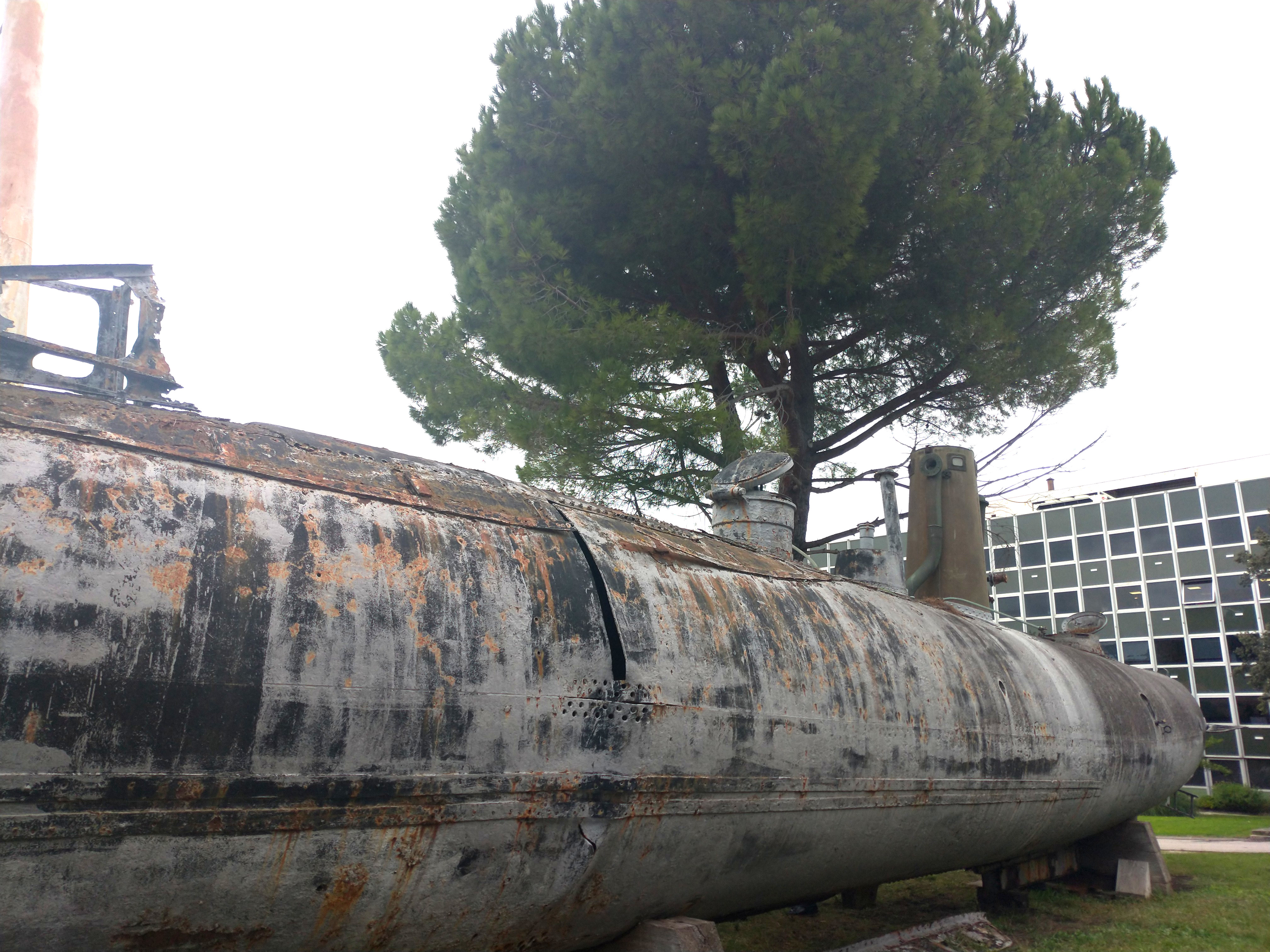
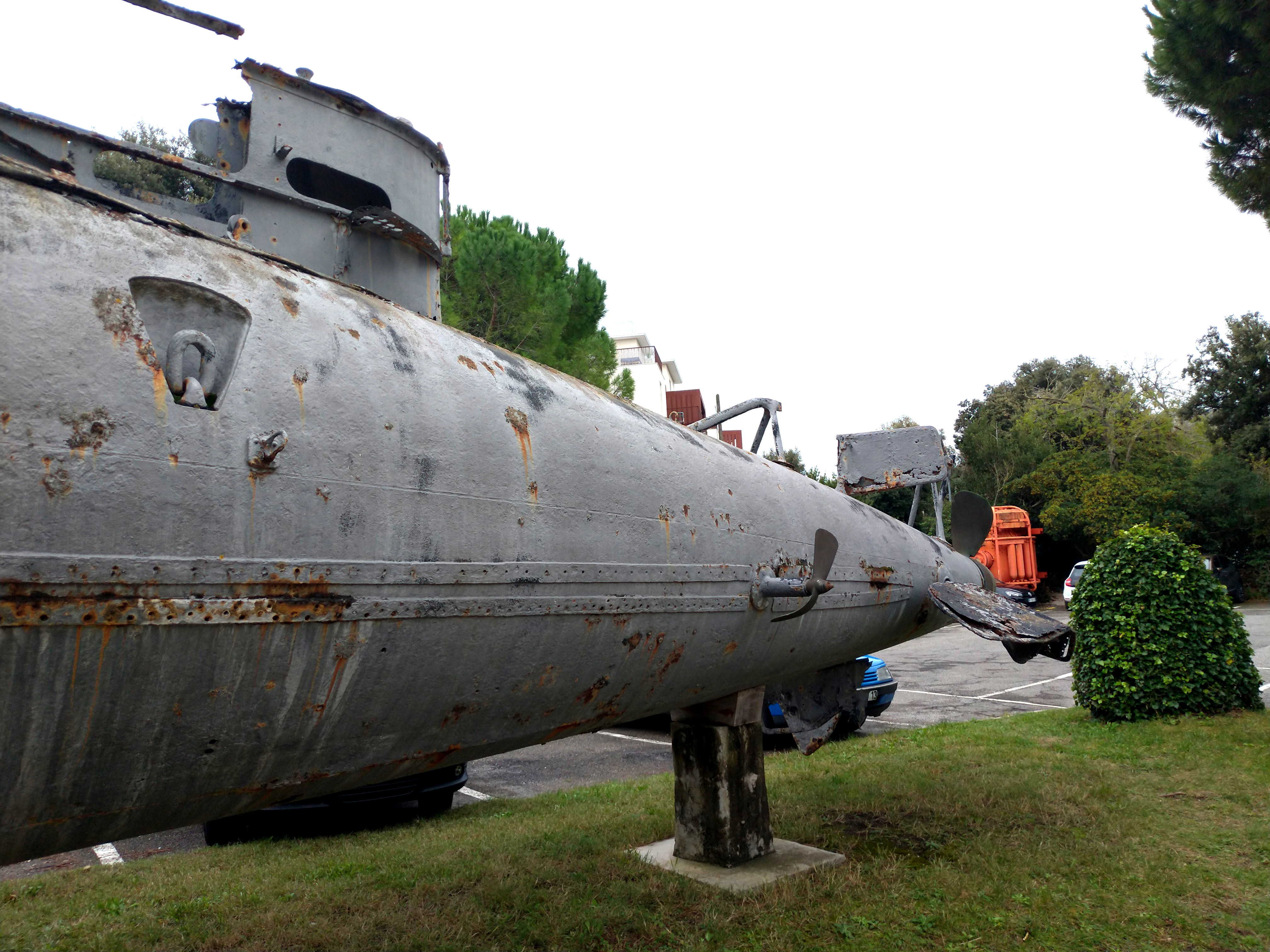